# Pikku Martinjärvi
Pikku Martinjärvi och Martinjärvi, eller Martinjärvet är sjöar i Finland. De ligger i kommunen Enare i landskapet Lappland, i den norra delen av landet, 1 000 km norr om huvudstaden Helsingfors. Martinjärvet ligger 142,5 meter över havet. Arean är 12,9 hektar och strandlinjen är 1,96 kilometer lång. Sjön  ingår i Pasvik älvs huvudavrinningsområde. 